# John Randolph, III conte di Moray
John Randolph, III conte di Moray (... – Durham, 17 ottobre 1346), è stato un nobile e militare scozzese.
Fu una delle figure preminenti durante il regno di Davide II di Scozia, divenendone per qualche tempo reggente.

Stemma dei conti di Moray.

## Vita

### Origini
Era il secondogenito di Thomas Randolph, I conte di Moray e Isabel Stewart.
Suo padre era stato uno dei compagni d'arme di Roberto I di Scozia, e alla sua morte il titolo era andato al figlio maggiore Thomas. Egli però fu conte per pochi giorni, trovando la morte alla battaglia di Dupplin Moor l'11 agosto 1332. All'età di 26 anni John divenne quindi il terzo conte di Moray, visto che il fratello non aveva figli.

### Le prime battaglie
Divenuto campione della causa scozzese, nel dicembre dello stesso anno prese quindi le armi per difendere Davide II di Scozia contro le pretese di Edoardo Balliol, sostenuto dagli inglesi. La conseguente battaglia di Annan, in cui John Randolph era uno dei comandanti scozzesi, si concluse con la netta vittoria dei realisti.
Alla successiva battaglia di Halidon Hill del giugno 1333 John comandava una delle ali dell'esercito scozzese. Lo scontro si tramutò in una carneficina per gli scozzesi, che andarono in rotta. Il re e i suoi fedeli, tra cui Randolph, furono quindi costretti a trovare riparo in Francia.

### La reggenza
Tornato in patria l'anno seguente, lui e il nipote del re Roberto Stewart condivisero la reggenza nel tentativo di riportare il paese all'ordine. I suoi sforzi furono coronati da successo, e riuscì a catturare un esponente della famiglia Comyn, che per vecchie ruggini parteggiava per gli inglesi, comandante delle forze inglesi in Scozia. Tuttavia a Comyn bastò giurare fedeltà a Davide II per essere di nuovo libero. Tale fedeltà fu di breve durata, poiché egli tradì e tornò presso gli inglesi.

### La prigionia
Nell'agosto 1335 John combatté nella Battaglia di Boroughmuir contro un gruppo di ausiliari fiamminghi sotto il comando di Guido II di Namur, costringendolo alla resa. Mentre lo accompagnava negli Scottish Borders però John cadde però vittima di un'imboscata tesagli dagli inglesi, che lo catturarono.

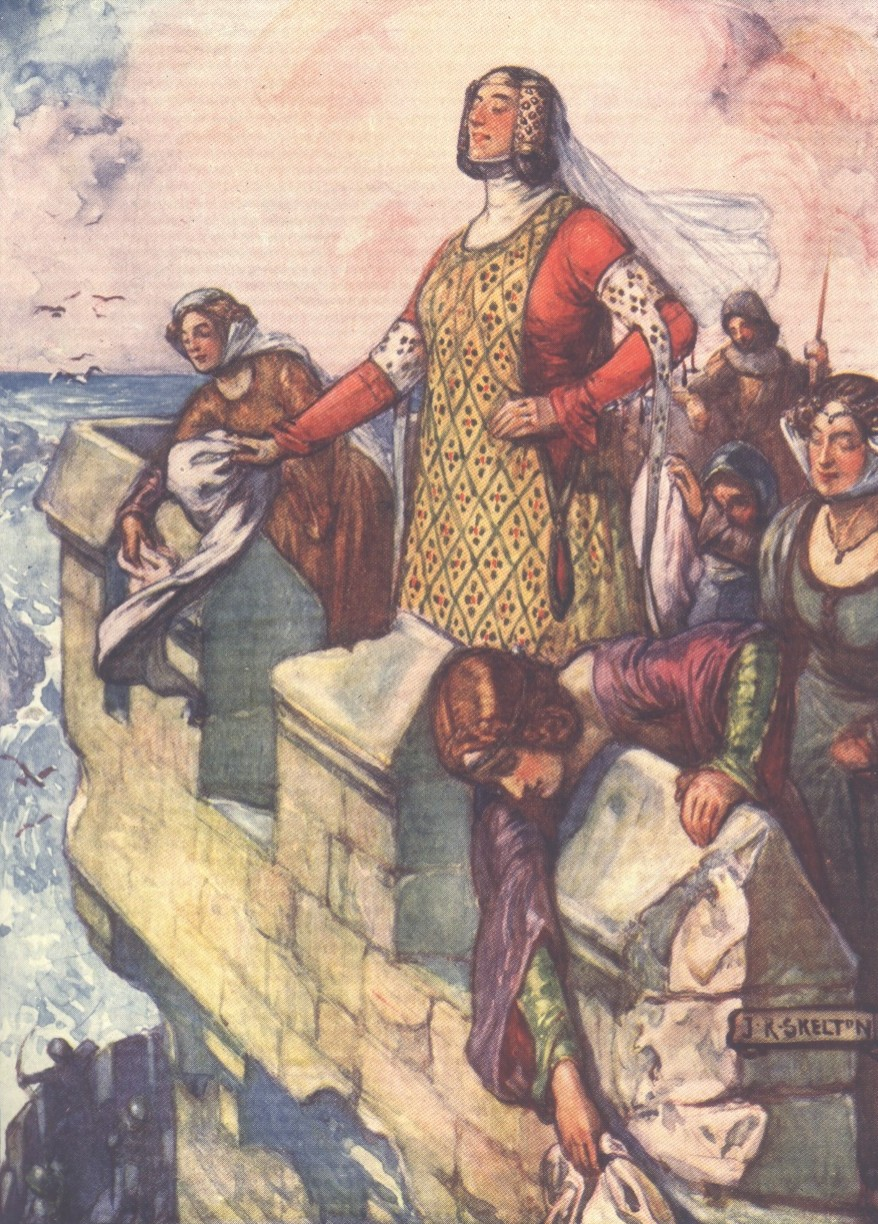
Lady Agnes Randolph rifiuta di arrendersi agli inglesi (illustrazione di inizio XX secolo).

Riconosciuto come uno degli uomini più fedeli (e quindi pericolosi) dei Bruce, venne continuamente trasferito di castello in castello per arrivare infine alla Torre di Londra. Una leggenda narra che gli inglesi tentarono di usarlo come arma contro la sorella Agnes Randolph, allora asserragliata nel castello di Dunbar perché assediata dalle truppe di Edoardo III d'Inghilterra, minacciando di ucciderlo se non si fosse arresa; lei però non si fece impietosire, affermando semplicemente che in tal caso avrebbe solo ereditato le sue terre.
Il 25 giugno 1340 venne portato al Castello di Windsor, per poi essere infine scambiato con William Montacute, I conte di Salisbury e rimandato in Scozia.

### La morte
Nel febbraio 1342 Davide II invase l'Inghilterra, e John Randolph l'accompagnò (anche se sembra che fosse piuttosto Randolph e non il re a comandare, data la giovane età del sovrano).
Il 17 ottobre 1346 si trovava al comando dell'ala destra dell'esercito scozzese alla Battaglia di Durham, e morì durante la prima ondata di attacchi inglesi.
John lasciò vedova la moglie Eufemia de Ross, dalla quale non aveva avuto figli. Dopo la sua morte Eufemia avrebbe sposato Roberto Stewart, co-reggente del regno proprio con Randolph, divenendo più tardi regina di Scozia quando egli ascese al trono come Roberto II.

## Ascendenza
|                                   |              |                                | Genitori                      |  |  | Nonni               |  |  | Bisnonni |  |
|                                   |              |                                |                               |  |  | sir Thomas Randolph |  |  | Randulf  |  |
|                                   |              |                                |                               |  |  | sir Thomas Randolph |  |  | Randulf  |  |
|                                   |              | …                              |                               |  |  | sir Thomas Randolph |  |  |          |  |
| Thomas Randolph, I conte di Moray |              |                                |                               |  |  | sir Thomas Randolph |  |  |          |  |
|                                   |              | Martha di Kilconquhar          | Adamo di Kilconquhar          |  |  |                     |  |  |          |  |
|                                   |              | Martha di Kilconquhar          | Adamo di Kilconquhar          |  |  |                     |  |  |          |  |
|                                   |              | Martha di Kilconquhar          | Marjorie, Contessa di Carrick |  |  |                     |  |  |          |  |
| John Randolph, III conte di Moray |              | Martha di Kilconquhar          |                               |  |  |                     |  |  |          |  |
|                                   | John Stewart | Alexander Stewart di Dundonald |                               |  |  |                     |  |  |          |  |
|                                   | John Stewart | Alexander Stewart di Dundonald |                               |  |  |                     |  |  |          |  |
|                                   | John Stewart | Jean Macrorie                  |                               |  |  |                     |  |  |          |  |
| Isabel Stewart                    | John Stewart |                                |                               |  |  |                     |  |  |          |  |
|                                   |              | Margaret de Bonkyll            | sir Alexander de Bonkyll      |  |  |                     |  |  |          |  |
|                                   |              | Margaret de Bonkyll            | sir Alexander de Bonkyll      |  |  |                     |  |  |          |  |
|                                   |              | Margaret de Bonkyll            | …                             |  |  |                     |  |  |          |  |
|                                   |              | Margaret de Bonkyll            |                               |  |  |                     |  |  |          |  |